# María Mercedes Cabal
María Mercedes Cabal Borrero (Guadalajara de Buga, 25 de septiembre de 1819-Bogotá, 4 de mayo de 1904) fue la esposa del presidente colombiano Manuel María Mallarino. Hija de don Víctor Cabal Molina, adinerado hacendado y político, y de doña María Petrona Borrero Costa, debe su fama no solo a la notoriedad de su esposo, sino a que varios autores afirmen que fuera la inspiración del protagonista en la novela María de Jorge Isaacs.
María Cabal vivía en la hacienda Paraíso, construida por su padre, Víctor Cabal y exalcalde de Cali. Esta fue comprada por Jorge Enrique Isaacs, padre del  poeta y novelista. La novela María cuenta la historia de dos primos, Efraín y María, quienes están juntos durante tres meses, al cabo de los cuales el joven debe viajar a Londres para completar su educación. Cuando regresa, dos años después, descubre que María ha muerto. Efraín no encuentra consuelo, y parte, sin saber muy bien a dónde. Aunque en la vida real María Mercedes Cabal se casó con Manuel María Mallarino, Jorge Isaacs decide que el personaje de su novela muera, dando así un final inesperado y desesperanzador, típico de las novelas del romanticismo.
María Mercedes Cabal se casó don Manuel María Mallarino en la hacienda del Pantanillo (hoy Albión), parroquia de El Cerrito, Valle del Cauca, el 2 de febrero de 1836. Tuvo siete hijos y fallece en Bogotá el 4 de mayo de 1904.